# Čeng Ťie
Čeng Ťie (čínsky pchin-jinem Zhèng Jié, znaky 郑洁; * 5. července 1983 Čcheng-tu, Čína) je současná čínská profesionální tenistka. Ve své dosavadní kariéře vyhrála 3 turnaje WTA ve dvouhře a 12 turnajů ve čtyřhře.

## Finále na Grand Slamu

### Ženská čtyřhra: 3 (2–1)
| Stav       | rok  | turnaj          | povrch | spoluhráčka  | soupeřky ve finále                          | výsledek       |
| ---------- | ---- | --------------- | ------ | ------------ | ------------------------------------------- | -------------- |
| Vítězka    | 2006 | Australian Open | tvrdý  | Jen C’       | Samantha Stosurová Lisa Raymondová          | 2–6, 7–67, 6–3 |
| Vítězka    | 2006 | Wimbledon       | tráva  | Jen C’       | Virginia Ruanová Pascualová Paola Suárezová | 6–3, 3–6, 6–2  |
| Finalistka | 2015 | Australian Open | tvrdý  | Čan Jung-žan | Bethanie Matteková-Sandsová Lucie Šafářová  | 4–6, 6–7(5–7)  |

## Finálové účasti na okruhu WTA

### Dvouhra: 7 (4–3)
| Legenda                                    |
| ------------------------------------------ |
| D – dvouhra; Č – čtyřhra                   |
| Grand Slam (0)                             |
| Turnaj mistryň (1–0 Č)                     |
| Tier I / Premier Mandatory & Premier 5 (0) |
| Tier II / Premier (0–1 D)                  |
| Tier III, IV & V / International (4–2 D)   |

| Stav       | Č. | datum           | turnaj                | povrch | soupeřka ve finále           | výsledek            |
| ---------- | -- | --------------- | --------------------- | ------ | ---------------------------- | ------------------- |
| Vítězka    | 1. | 14. ledna 2005  | Hobart, Austrálie     | tvrdý  | Gisela Dulková               | 6–2, 6–0            |
| Finalistka | 1. | 8. května 2005  | Rabat, Maroko         | antuka | Nuria Llagosteraová Vivesová | 4–6, 2–6            |
| Vítězka    | 2. | 7. května 2006  | Estoril, Portugalsko  | antuka | Li Na                        | 6–7(5–7), 7–5 skreč |
| Vítězka    | 3. | 13. srpna 2006  | Stockholm, Švédsko    | tvrdý  | Anastasija Myskinová         | 6–4, 6–1            |
| Finalistka | 2. | 22. května 2010 | Varšava, Polsko       | antuka | Alexandra Dulgheruová        | 3–6, 4–6            |
| Vítězka    | 4. | 8. ledna 2012   | Auckland, Nový Zéland | tvrdý  | Flavia Pennettaová           | 2–6, 6–3, 2–0 skreč |
| Finalistka | 3. | 21. června 2014 | Rosmalen, Nizozemsko  | tráva  | Coco Vandewegheová           | 2–6, 4–6            |

### Čtyřhra - výhry (12)
| Legenda: Před 2009      | Legenda: Od 2009      |
| ----------------------- | --------------------- |
| Turnaje Grand Slamu (2) |                       |
| WTA Championships (0)   |                       |
| Tier I (2)              | Premier Mandatory (0) |
| Tier II (2)             | Premier 5 (0)         |
| Tier III (2)            | Premier (0)           |
| Tier IV-V (3)           | International (1)     |

| Tituly dle povrchu |
| Tvrdý (6)          |
| Tráva (2)          |
| Antuka (4)         |
| Koberec (0)        |

| Č.  | Datum            | Turnaj                       | Povrch | Partner      | Soupeřky ve finále                      | Výsledek          |
| 1.  | 14. leden 2005   | Hobart, Austrálie            | tvrdý  | Jen C’       | Dinara Safinová Anabel Medinaová        | 6-4, 7-5          |
| 2.  | 12. únor 2005    | Hajdarábád, Indie            | tvrdý  | Jen C’       | Sun Tchien-tchien Tching Liová          | 6-4 6-1           |
| 3.  | 28. leden 2006   | Australian Open, Austrálie   | tvrdý  | Jen C’       | Samantha Stosurová Lisa Raymondová      | 2-6, 7-6(7), 6-3  |
| 4.  | 14. květen 2006  | Berlín, Německo              | antuka | Jen C’       | Flavia Pennettaová Jelena Dementěvová   | 6-2, 6-3          |
| 5.  | 21. květen 2006  | Rabat, Maroko                | antuka | Jen C’       | Bethanie Matteková Ashley Harkleroadová | 6-1, 6-3          |
| 6.  | 24. červen 2006  | 's-Hertogenbosch, Nizozemsko | tráva  | Jen C’       | Maria Kirilenková Ana Ivanovićová       | 3-6, 6-2, 6-2     |
| 7.  | 8. červenec 2006 | Wimbledon, V. Británie       | tráva  | Jen C’       | Paola Suárezová Virginia Ruanová        | 6-3, 3-6, 6-2     |
| 8.  | 26. srpen 2006   | New Haven, USA               | tvrdý  | Jen C’       | Samantha Stosurová Lisa Raymondová      | 6-4, 6-2          |
| 9.  | 15. duben 2007   | Charleston, USA              | antuka | Jen C’       | Sun Tchien-tchien Pcheng Šuaj           | 7-5, 6-0          |
| 10. | 26. květen 2007  | Štrasburk, Francie           | antuka | Jen C’       | Sun Tchien-tchien Alicia Moliková       | 6-3, 6-4          |
| 11. | 11. leden 2008   | Sydney, Austrálie            | tvrdý  | Jen C’       | Tatiana Perebijnisová Tatiana Pučeková  | 6-4, 7-6(5)       |
| 12. | 28. únor 2010    | Kuala Lumpur, Malajsie       | tvrdý  | Čan Jung-žan | Anastasia Rodionovová Arina Rodionovová | 6-7(4), 6-2, 10-7 |

### Čtyřhra - prohry (9)
| Legenda: Před 2009      | Legenda: Od 2009      |
| ----------------------- | --------------------- |
| Turnaje Grand Slamu (0) |                       |
| WTA Championships (0)   |                       |
| Tier I (1)              | Premier Mandatory (0) |
| Tier II (2)             | Premier 5 (0)         |
| Tier III (3)            | Premier (1)           |
| Tier IV-V (2)           | International (0)     |

| Finále dle povrchu |
| Tvrdý (7)          |
| Tráva (0)          |
| Antuka (2)         |
| Koberec (0)        |

| Č. | Datum           | Turnaj                | Povrch | Partnerka | Vítězky                                             | Výsledek         |
| 1. | 14. červen 2003 | Vídeň, Rakousko       | antuka | Jen C’    | Tching Liová Sun Tchien-tchien                      | 6-3, 6-4         |
| 2. | 18. září 2005   | Bali, Indonésie       | tvrdý  | Jen C’    | M. Shaughnessyová Anna-Lena Grönefeldová            | 6-3, 6-3         |
| 3. | 25. září 2005   | Peking, Čína          | tvrdý  | Jen C’    | Maria Ventová-Kabchiová Nuria L. Vivesová           | 6-2, 6-4         |
| 4. | 12. únor 2006   | Pattaya, Thajsko      | tvrdý  | Jen C’    | Sun Tchien-tchien Tching Liová                      | 3-6, 6-1, 7-6(5) |
| 5. | 13. srpen 2006  | Stockholm, Švédsko    | tvrdý  | Jen C’    | Jarmila Gajdošová Eva Birnerová                     | 0-6, 6-4, 6-2    |
| 6. | 5. leden 2008   | Gold Coast, Austrálie | tvrdý  | Jen C’    | Dinara Safinová Ágnes Szávayová                     | 6-1, 6-2         |
| 7. | 1. březen 2008  | Dubaj, SAE            | tvrdý  | Jen C’    | Cara Blacková Liezel Huberová                       | 7-5, 6-2         |
| 8. | 23. březen 2008 | Indian Wells, USA     | tvrdý  | Jen C’    | Dinara Safinová Jelena Vesninová                    | 6-1, 1-6, 10-8   |
| 9. | 23. květen 2009 | Varšava, Polsko       | antuka | Jen C’    | Raquel Kopsová-Jonesová Bethanie Matteková-Sandsová | 6-1, 6-1         |

## Fed Cup
Ťie Čengová se zúčastnila 23 zápasů ve Fed Cupu za tým Číny s bilancí 15-7 ve dvouhře a 5-2 ve čtyřhře.

## Postavení na žebříčku WTA na konci sezóny

### Dvouhra
| Rok    | 2000 | 2001   | 2002   | 2003  | 2004  | 2005  | 2006  | 2007   | 2008  | 2009  |
| Pořadí | 786. | ▲ 457. | ▲ 183. | ▲ 94. | ▲ 67. | ▲ 44. | ▲ 33. | ▼ 163. | ▲ 25. | ▼ 36. |

### Čtyřhra
| Rok    | 2001 | 2002   | 2003  | 2004  | 2005  | 2006 | 2007  | 2008  | 2009  |
| Pořadí | 285. | ▲ 137. | ▲ 74. | ▲ 38. | ▲ 30. | ▲ 3. | ▼ 21. | ▲ 15. | ▼ 24. |